# Jörg Zereike
Jörg Zereike (* 12. März 1978 in Hanau) ist ein ehemaliger deutscher Handballtorwart. Er spielte zuletzt in der deutschen Handball-Bundesliga beim TBV Lemgo, wo er seit Sommer 2013 als Geschäftsführer tätig ist.
Zereike hat eine Körperlänge von 2,00 m und wiegt 104 kg. Beim TBV trug er die Trikotnummer 12. Im Dezember 2006 verlängerte Zereike nochmals seinen Vertrag mit dem TBV Lemgo bis 30. Juni 2010, jedoch beendete er schon im Sommer 2009 seine Karriere.

## Erfolge
- Deutscher Meister 2003
- EHF-Pokalsieger 2006